# Panara phereclus
Panara phereclus is een vlinder uit de familie van de prachtvlinders (Riodinidae) en de onderfamilie Riodininae.
Panara phereclus werd in 1758 vermeld door Linnaeus in de tiende editie van Systema naturae..